# 重建海地基督教全国联盟
重建海地基督教全國聯盟(法語：Union Nationale Chrétienne pour la Reconstruction d'Haïti)是海地的一個政黨。於2005年成立，是一個主張基督教民主主義的政黨。在2006年2月7日的海地總統選舉中，重建海地基督教全國聯盟所推出的總統候選人讓·查瓦內·熱納得到5.6%的選票。該黨在同日舉辦的海地參議院選舉中得到4.3%的選票，並因此獲得2位參議員的席位。在2006年2月7日和4月21日的海地眾議院選舉中，該黨獲得了12個眾議員席位。